# 彭皇后 (明玉珍)
彭皇后（14世纪—1404年5月10日），是明夏太祖明玉珍的皇后，夏帝明昇之母。
彭氏早年事跡不詳，只知道她在1356年生下明升。後來在天統元年（1362年）明玉珍稱帝，立彭氏為皇后。明玉珍在1366年去世後，明昇即位，又尊彭氏為皇太后。彭氏与儿子一同听政。開熙五年（1371年），明朝軍隊攻陷重慶，她遣派使者乞降，並和明升及官員降於軍門。
洪武五年（1372年），彭氏與明昇全家被流放高麗，定居開城興國寺。永樂二年四月二日（1404年5月10日），彭氏在住所去世，享壽八十四。朝鮮太宗遣使將彭氏安葬在松都萬壽山南麓癸坐，墓所稱為肅陵，並建立祠宇。